# Közúti vasút
A közúti vasút szakmai gyűjtőfogalom, a városi közutakon zajló kötöttpályás közlekedést foglalja egybe. A közúti vasút a közúti közlekedést kiegészítő városi vasúti közlekedési rendszert jelent. Mára a közúti vasút fogalma összeolvadt a villamossal, amit ugyan nem feltétlenül közútra, de a közúti közlekedést kiegészítő jelleggel építenek és tartanak fenn a városokban.
A közúti vasutakat egykor a városi úthálózatra építették rá. A közúti vasutak üzemi szempontból vasútnak tekinthetők, történetük során szinte minden vasúti technológiát kipróbáltak a városi közlekedésben is. Léteztek ló-, kábel-, gőz-, belső égésű, sűrített levegős, villamos akkumulátoros és villamos felső vezetékes hajtású közúti vasutak is. Sok városban a szűk városi utakon a közúti vasutaknál gyakran a mai vasúti normál nyomtávolságnál keskenyebb nyomtáv terjedt el, más helyeken ragaszkodtak a normál nyomtávolsághoz. Ritka volt az olyan nagy kiterjedésű közúti vasúti hálózat azonban, amelyik rendes üzemi kapcsolatban volt a nagyvasúttal, ezt általában csak a teherszállítást is végző vasutak hozták létre. Magyarországon azonban tipikusan ilyenek voltak a közúti vasúti, majd a villamoshálózatok.
A közúti vasút nem mindig vált el élesen más vasutaktól. A világon az első közúti vasút, a Surrey Iron Railway városon belül és kívül közlekedő lóvasút volt. Az első utcai gőzvontatású vasút New York városában 1832-ben épült, ez azonban még nem ért el igazi sikert. A gőzvontatás azonban nem igazán vált be a városokban. A közúti vasút igazi fénykorát a villamosvontatás hozta el. A világ első áramszedős villamosát Werner Siemens 1879-ben mutatta be egy berlini kiállításon, majd Frank J. Sprague építette az első városi felsővezetékes villamoshálózatot Richmondban (Virginia) 1887-ben. Ez a technológia forradalmasította a közúti vasutat, és hamarosan világszerte megjelentek a villamosok.

## Fő eltérések a nagyvasúti rendszerekhez képest
Bár a közúti vasutak alaplogikájukat tekintve hasonlók a nagyvasúthoz, pálya és felsővezeték tekintetében egyaránt, az eltérő feladatkörből és működési környezetből adódnak alapvető eltérések.
A városi jellegből adódóan a közúti vasúttal szembeni fő követelmény, hogy be tudjon fordulni az utcasarkon és meg tudjon állni a piros lámpánál. Ennek megfelelően a villamos járművek tengelytávja, vagy forgócsaptávja általában lényegesen kisebb; így míg a nagyvasúton jellemzően 90-100 méter a minimális bejárható ívsugár, addig a közúti vasútnál általában 18-20 méter. A közúti vasutak esetében a megengedhető fékút lényegesen rövidebb, hiszen csak így tudnak résztvenni a kiváló féktulajdonságokkal rendelkező közúti járművek között a forgalomban. Emiatt a nagyvasúti légfékkel szemben már kezdettől fogva előtérbe került a közúti vasutak esetében a villamosfék használata, továbbá a járművek többségét kiegészítik mágneses sínfékkel is, amely egészen rövid fékutat tesz lehetővé hirtelen akadály jelentkezése, vagy csúszós pálya esetében. A közúti vasúti járművek ezen kívül jellemzően rövidebbek, ami elsősorban a városi környezet kötöttségeinek (közúti csomópontok mérete, egymáshoz való közelsége jelentősen korlátozza a peronok hosszát) köszönhető.
A közúti vasutak esetében fontos kritérium az alacsony tengelyterhelés, hiszen a közművekkel zsúfolt utcákban elhelyezkedő, részben közúti forgalom által is használt pályák esetében nincs mindenhol mód a nagyvasúti pályaszerkezetek alkalmazására. Ez is az egyik oka, hogy míg a nagyvasúton máig meghatározó a mozdonyos közlekedés, a közúti vasutakat kezdettől fogva a könnyű motorvonatok jellemzik. A közúti vasutak jellemző maximális tengelyterhelése 12 tonna, míg a nagyvasútnál gyakorlatiag ez számít minimumnak.
A fentiekből már következik, hogy a közúti vasútnál általában nem alkalmaznak vasúti biztosítóberendezéseket. A közlekedés látra történik, azaz a járművezető maga köteles meggyőződni a bejárandó pályaszakasz foglaltságáról, valamint a váltókat is jellemzően ő állítja. Ezen túlmenően a közúti forgalom jelzéseit kell figyelembe venni, melyek azonban nem kötődnek szorosan a vasúti üzemhez. Biztosítóberendezést közúti vasút esetében egyedül a komplexebb végállomásokon, nehezen belátható műtárgyak esetében (hidak alatt, alagúti szakaszokon), vagy 70 km/h feletti sebességgel járt pályaszakszokon alkalmaznak. Ezen kívül előfordul még biztosítóberendezés egyvágányú pályaszakaszokon is, bár a múltban jellemzően itt is csak botos ellenmenetkizárás valósult meg (mindig az mehetett tovább, akinél a bot volt). A közúti vasúti és nagyvasúti biztosítóberendezések között fontos eltérés, hogy a közúti vasútnál gyakran a felsővezetéken elhelyezett szerkezetekkel érzékelik a vágányfoglaltságot, míg a nagyvasútnál a szigeltsínes, vagy tengelyszámlálós berendezések alkalmazása kizárólagos.

## A közúti vasutak magyarországi története
Hazánkban a közúti vasút kifejezés használata legfőképp a korabeli törvénykezési gyakorlattal kapcsolatos. A korabeli másodrendű, de közforgalmú vasutak (azaz olyan vasutak, amelyek személyszállítást is végeztek) ugyanis épülhettek normál vasútként, közúti vasútként, 1880-tól pedig helyiérdekű vasútként. Ezek a kategóriák nem minden esetben egyeztek meg a vasút jellegével: azaz közúti vasút is kiépülhetett zárt pályás vonalszakasszal egy-egy város külterületén, valamint helyiérdekű vasutak is rendelkeztek sokszor városon belüli közúti jellegű vonalszakasszal.
Az első közúti vasutak lóvontatásúak voltak. Magyarországon a Pesti Közúti Vaspálya Társaság (PKVT) az egykori Pest, Széna tér (ma: Kálvin tér) és Újpest, Városkapu között 1866. július 30-án nyílt meg. Az utolsó személyforgalmat lebonyolító lóvasút 1927-ig működött a Margit-szigeten. Lóvasút üzemelt ezen túl Újpest-Rákospalotán, Debrecenben, Szegeden, Gyulán (itt keskeny nyomközű) és még számos más helyen.

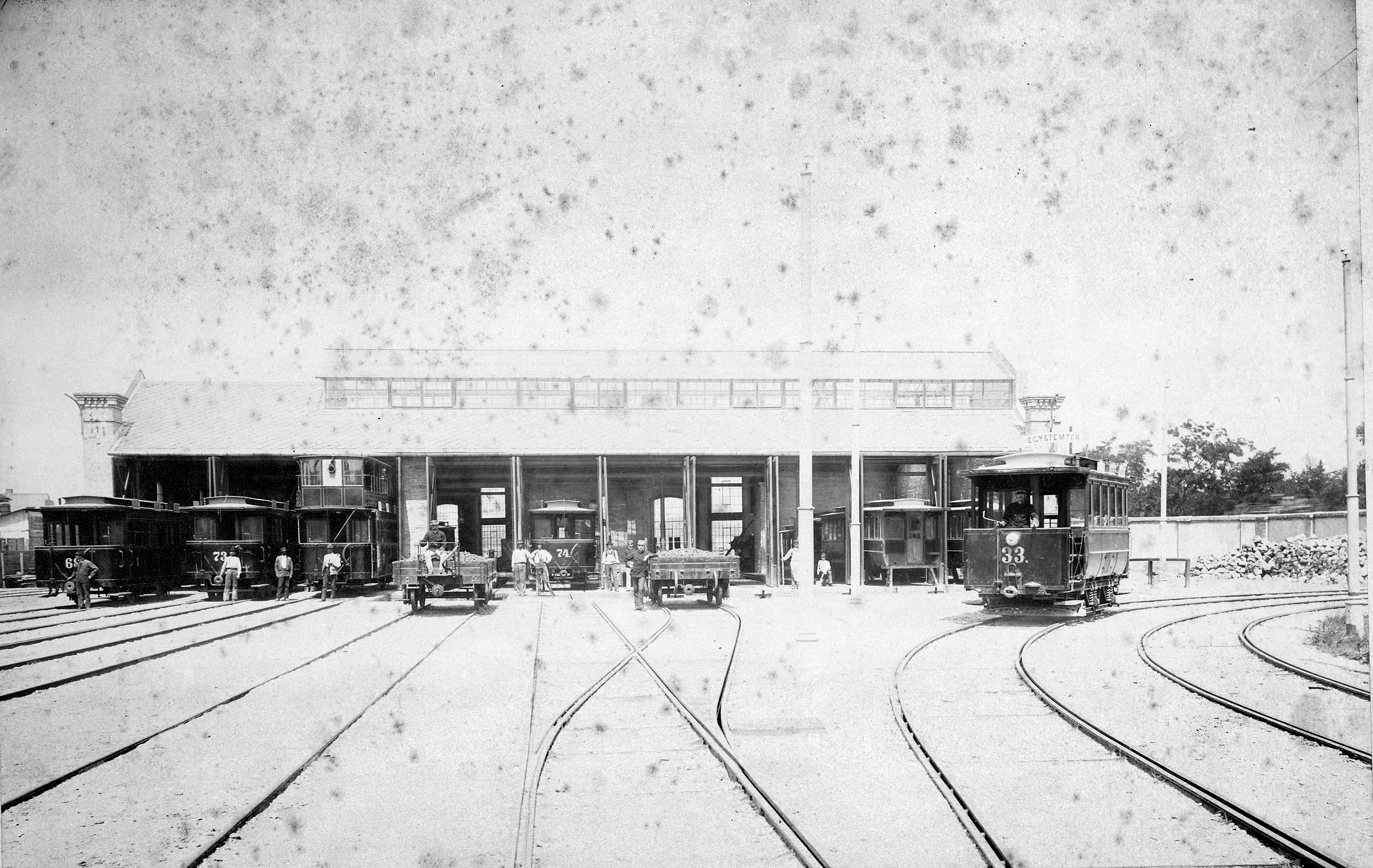
A Siemens&Halske cég kocsiszínje az 1890-es években, mely egyszerre szolgált a villamosok és a gőzvasút kiszolgálására. Ez a jelenlegi Baross-kocsiszín.

Hazánkban 1884-ben jelent meg Debrecenben gőzüzemű közúti vasút, a későbbiekben Budapesten, Aradon, Kolozsváron, Kassán voltak gőzüzemű közúti vasutak. Ezen túl több gőz- vagy motorkocsis üzemű helyiérdekű vasút is bonyolított városi tömegközlekedést (például Brassó), jellegzetesek voltak az alföldi városok keskeny nyomközű vasútjainak városi szakaszai (Békéscsaba, Cegléd, Orosháza, Szatmárnémeti, Nyíregyháza – az utóbbi két helyen a városi szakaszt villamosították). Budapesten gőzüzemű közúti vasútként engedélyezték a Nagykörút–Kőbánya vonalat (mai 37-es villamos vonala), ám itt a gőzüzem két év után megszűnt.
Budapesten 1887. november 28-án indult el a Siemens & Halske villamosjárata a Nagykörúton, a Nyugati pályaudvar és a Király utca között. Az elkövetkezendő évtizedek robbanásszerű elterjedést hoztak a városi villamosnak: Miskolc (1897-től), Szombathely (1897–1974), Sopron (1900–1923), Nyíregyháza (1905–1969), Nagyvárad (1906-tól), Szeged (1908-tól), Debrecen (1911-től), Kassa (1913-tól), Pécs (1913–1960). Több városban a villamosközlekedés, másokban több villamosvonal megszűnt az 1960-as, 70-es években, mert nem tudott lépést tartani a népszerűbbé váló buszokkal. Jelenleg Magyarországon négy városban működik közúti vasút: a budapesti mellett Szegeden, Debrecenben és Miskolcon. Rövidesen Hódmezővásárhelyen is nyílik majd egy nagyvasúti kijárást is tudó városi villamosvonal.

## Külső hivatkozások
- A BVV Köztemetői vasútjának személykocsijai
- Gőzmozdonyok a budapesti villamosvasutaknál
- A Debreceni Helyi Vasútról